# Wayne Wells
Wayne Wells, född den 29 september 1946 i Abilene, Texas, är en amerikansk brottare som tog OS-guld i welterviktsbrottning i fristilsklassen 1972 i München.